# Руїни будинку ігумена (Єлецька гора)
Руїни будинку ігумена — пам'ятка архітектури місцевого значення у Чернігові.

## Історія
Розпорядженням Чернігівської обласної державної адміністрації від 13.02.1998 № 69 надано статус «пам'ятник архітектури місцевого значення» з охоронним № 80/10-Чг під назвою «Залишки будинку ігумена».

## Опис
Входить до комплексу споруд Єлецького Успенського монастиря — ділянка історико-архітектурного заповідника «Чернігів стародавній», розташований на Єлецькій Горі — вулиця Князя Чорного, 1.
Планується дослідження фундаменту будівлі, проведення пошукових робіт, підготовка проєктної документації для відновлення пам'ятника.